# Михаил Дмитриевич (князь холмский)
Михаил Дмитриевич Холмский (ум. после 1486) — последний удельный князь Холмский (после 1454/1456 — до 1485).

## Биография
Представитель тверского княжеского рода Холмских. Рюрикович в XVII колене. Старший сын князя Дмитрия Юрьевича Холмского. Младшие братья — князья Даниил, Василий и Иван Холмские.
В 1450-х годах после смерти своего отца Михаил Дмитриевич унаследовал Холмский удел. Его младший брат Даниил в 1460-х годах перешел на службу к великому князю московскому Ивану III Васильевичу. Но Михаил Холмский не последовал примеру брата и остался на службе у великих князей тверских.
В августе 1485 года великий князь московский Иван III Васильевич организовал и лично возглавил большой военный поход на Тверское княжество. Последний великий князь тверской Михаил Борисович (1461—1485) вступил в тайные переговоры с великим князем литовским и королём польским Казимиром Ягеллончиком, направленные против Москвы.
8 сентября 1485 года московские полки осадили Тверь и зажгли городской посад. 10 сентября из столицы бежали почти все князья и бояре, оставив великого князя Михаила Борисовича. Тверская знать прибыла в лагерь великого князя московского и била «челом» о принятии на службу. 11 сентября Михаил Борисович ночью бежал из осажденной Твери в Литву. Тогда тверской епископ Вассиан, князь Михаил Холмский и другие князья, бояре и простые люди, до конца сохранявшие верность своему правителю, «отворили город Иоанну, вышли и поклонились ему как общему монарху России». Иван III запретил войску грабить город и окрестности. 15 сентября он въехал в Тверь и в тот же день передал княжество своему старшему сыну и соправителю Ивану Ивановичу Молодому. Вместе с падением Твери прекратило своё существование Холмское удельное княжество.
Зимой 1486 года князь Михаил Дмитриевич Холмский был арестован и отправлен в заключение в Вологду по приказу великого князя московского Ивана III за измену прежнему сюзерену Михаилу Борисовичу.

Тоя ж зимы князь великий князя Михаила Холмскаго и в заключение на Вологду посла за то, что отступил князя своего Михаила тферскаго и, целовав ему крест, а великому князю на него лгал, рекучи: «Недобре верити тому, кто богу лжет».— Татищев В. Н. «История Российская», Научно-издательский центр «Ладомир», Москва, 1996 ISBN 5-86218-204-7, с. 74

## Дети
- Василий
- Иван
- Ульяна (ум. 1504), жена с 1476 года удельного князя Бориса Васильевича Волоцкого (1449—94), младшего брата Ивана III.